# Steve Lewis
Steve Lewis, egentligen Steven Earl Lewis, född 16 maj 1969 i Los Angeles i Kalifornien, är en amerikansk före detta friidrottare (sprinter).
Lewis slog igenom som 19-åring då han noterade juniorvärldsrekord på 400 meter både i kvalet (44,61) och i semifinalen (44,11) vid de amerikanska OS-uttagningarna 1988. I finalen slutade Lewis på tredje plats bakom Butch Reynolds och Danny Everett, varigenom han kvalificerade sig till OS i Seöul. I OS-finalen var Reynolds den store favoriten men Lewis vann guldet efter att ha noterat ett nytt juniorvärldsrekord med tiden 43,87. Reynolds blev tvåa och Everett fullbordade den amerikanska trippeln med sin tredjeplats. I stafetten över 4 x 400 meter kompletterades trion med Kevin Robinzine. Det amerikanska laget vann överlägset före Jamaica och Västtyskland på tiden 2.56,16, vilket var en tangering av det 20 år gamla världsrekordet.
I OS i Barcelona 1992 misslyckades Lewis med att försvara sin 400-meterstitel. Landsmannen Quincy Watts vann en utklassningsseger på tiden 43,50, medan Lewis bärgade silvret på tiden 44,21, knappt före kenyanen Samson Kitur (44,24). I stafetten löpte Lewis slutsträckan i ett lag som även innehöll Andrew Valmon, Quincy Watts och Michael Johnson. Laget noterade nytt världsrekord (2.55,74) och vann klart före Kuba och Storbritannien.
Till följd av skador och sjukdomar blev Barcelonaolympiaden Lewis sista framträdande vid större internationella sammanhang.